# Мамчич, Степан Гаврилович
Степа́н Гаври́лович Ма́мчич, (14 августа 1924, Новопокровка, Крымская АССР — 3 апреля 1974, Симферополь) — крымский живописец, маринист. Один из представителей Киммерийской школы.

## Биография
Степан Мамчич родился в селе Новопокровка, в северо-восточной части Крыма.
Во второй половине 1920-х годов семья переезжает в Феодосию, где Степан начинает посещать занятия в художественной студии при галерее им. Айвазовского. С 1945 года Степан Мамчич работает в артели «Крымский художник», выполняя заказы по копированию работ И. К. Айвазовского.
В 1949 году поступает на 4 курс художественного училища им. Самокиша, которое оканчивает в 1951 году. В том же году уезжает работать учителем на Северный Кавказ, в поселок Гизель.
В 1952 году возвращается в Феодосию, где преподаёт в открытой Н. С. Барсамовым художественной школе.
В 1954 году переезжает в Симферополь, где продолжает сотрудничество с артелью «Крымский художник» и, позже, Художественным фондом Союза художников.
В 1962 году по рекомендации Т. Н. Яблонской принят в Союз художников СССР.
Работы Степана Мамчича хранятся в собраниях Алупкинского дворцово-паркового музея-заповедника, Днепропетровского художественного музея, Донецкого художественного музея, Луганского художественного музея, Мариупольского краеведческого музея, Музея Александра Грина, Национальной картинной галереи имени И. К. Айвазовского, Национального художественного музея Украины, Севастопольского художественного музея, Симферопольского художественного музея.

## Творчество
Ранние работы Степана Мамчича демонстрируют значительное влияние творчества Н. С. Барсамова («Вид Феодосии» (1948 г., НКГ им. Айвазовского); «Феодосия» (1948 г., НКГ им. Айвазовского)). Со временем реализм этого периода трансформируется в романтический реализм живописи второй половины 1950-х годов («Азовье. Гуси на берегу» (1960 г., НХМУ)).
Влияние импрессионизма и постимпрессионизма чувствуется в работах 1960-х годов («В Геническе» (1961 г., НКГ им. Айвазовского); «Яхт-клуб» (1961 г., ДХМ); «Рыбачья гавань» (1964 г., СХМ); «Южная бухта» (1964 г., НКГ им. Айвазовского)). Начиная с полотна «Стрижи и крыши» (1965 г., СХМ) критики отмечают появление в творчестве художника новых мотивов, которые роднят его с такими художниками-киммерийцами, как К. Ф. Богаевский.
В работах второй половины 1960-х — начала 1970-х годов усиливаются мотивы символизма, некоторые исследователи отмечают также определённые черты фовизма в художественной образности полотен позднего периода («Рыбаки» (1967 г., НКГ им. Айвазовского); «Старое поселение» (1968 г., СХМ); «Крыши старого города» (1969 г., ДХМ); «Тремонтан — северный ветер» (1969 г.); «Дыхание истории» (1973 г., СХМ им. Крошицкого); «Судьба. Омела на тополях» (1973 г.)).
К середине 1960-х годов Степан Мамчич выработал свою авторскую манеру письма, что ставит его в один ряд со старшими представителями Киммерийской школы.

## Галерея

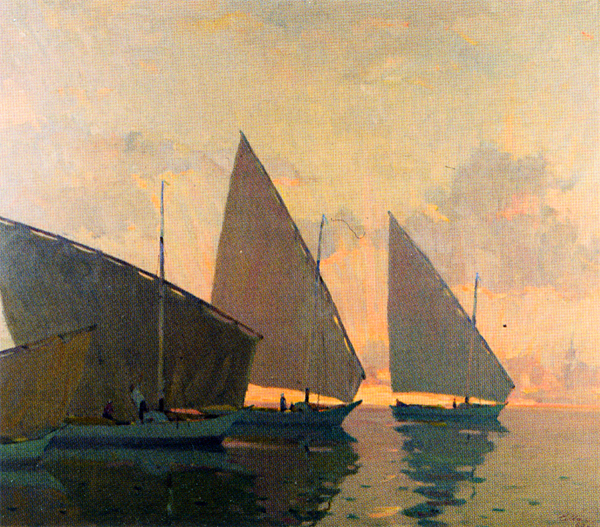
«В Геническе» (1961) НКГ им. Айвазовского Феодосия
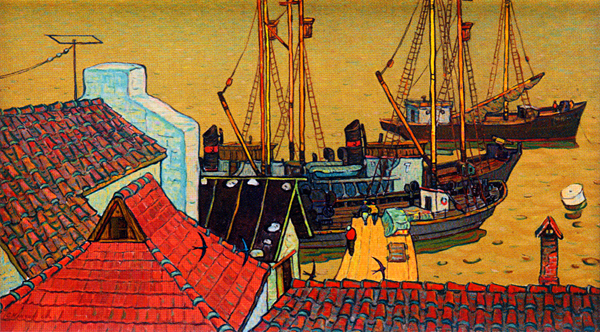
«Стрижи и крыши» (1965) СХМ Симферополь
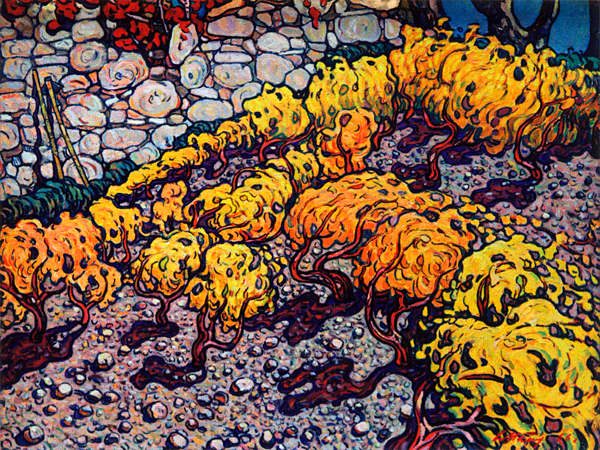
«Старый виноградник» (1966) СХМ Симферополь
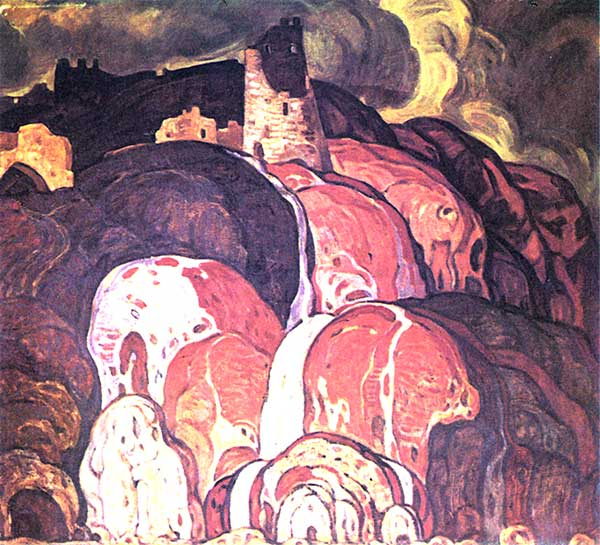
«Дыхание истории» (1973) СХМ им. Крошицкого Севастополь